# Музична академія (Вроцлав)
Музична академія у Вроцлаві імені Кароля Ліпінського (пол. Akademia Muzyczna we Wrocławiu) — вищий навчальний заклад музичного профілю у Вроцлаві. Заснована 1948 як Вища державна музична школа, бувши сьомим вищим навчальним закладом музичного профілю. 
Має такі відділення:
- Композиції, диригування, теорії музики та музикотерапії
- Інструментальний
- Вокальний
- Музичної освіти

Серед відомих випускників академії — джазовий саксофоніст Пйотр Барон.